# Света краљица Динара
Света краљица Динара (груз. წმინდა დინარა დედოფალი) је грузијска краљица из 10. века  из династије Багратиона из Тао-Кларјета. Динара је била ћерка Адарназа III, принца Горњег Таоа. Према „Грузијској хроници“, краљица Динара је заједно са својим сином Ишханијем превела Херети у православље.

## Живот
Краљ Ишаник и краљица Динар учествовали су на свечаности организованој поводом избора новог патријарха Грузије 962. године.
После 1000. године наше ере краљица Динар од Херетија није имала другог избора осим да се придружи уједињеној Грузији под краљем Багратом. Приликом похода краља Баграта на краљевину Херети, главни представник јеретичких владајућих кругова била је краљица Динар. Краљ Баграт ју је заробиокада је имала више од 90 година.

## У Русији
Летописи Руске православне цркве садрже податке о иверској краљици Динари. Према Мовсесу Каганкатватси, словенска племена су често вршила нападе на Закавказје, и, очигледно, преко њих су информације о иверској краљици Динари стизале до Русије.
У Московском Кремљу, на северном зиду Престоне сале, Света краљица Динара је приказана како јаше на белом коњу.
Грузијска православна црква обележава успомену на „Свету краљицу Динару“ 30. јуна.